# WTCC i Spanien
FIA WTCC Race of Spain är den spanska deltävlingen av FIA:s världsmästerskap i standardvagnsracing, World Touring Car Championship. Deltävlingen har sedan den första säsongen körts på Circuit de la Comunitat Valenciana Ricardo Tormo, två mil väst om Valencia.

## Säsonger
| År   | Bana                  | Race | Segrare förare                   | Segrare märke               | Rapport             |
| ---- | --------------------- | ---- | -------------------------------- | --------------------------- | ------------------- |
| 2012 | Circuit Ricardo Tormo | 1 2  | Yvan Muller Alain Menu           | Chevrolet Cruze 1.6T        | WTCC i Spanien 2012 |
| 2011 | Circuit Ricardo Tormo | 1 2  | Yvan Muller                      | Chevrolet Cruze 1.6T        | WTCC i Spanien 2011 |
| 2010 | Circuit Ricardo Tormo | 1 2  | Gabriele Tarquini Tiago Monteiro | SEAT León 2.0 TDi           | WTCC i Spanien 2010 |
| 2009 | Circuit Ricardo Tormo | 1 2  | Yvan Muller Augusto Farfus       | SEAT León 2.0 TDi BMW 320si | WTCC i Spanien 2009 |
| 2008 | Circuit Ricardo Tormo | 1 2  | Robert Huff Alain Menu           | Chevrolet Lacetti           | WTCC i Spanien 2008 |
| 2007 | Circuit Ricardo Tormo | 1 2  | James Thompson                   | Alfa Romeo 156              | WTCC i Spanien 2007 |
| 2006 | Circuit Ricardo Tormo | 1 2  | Augusto Farfus Jörg Müller       | Alfa Romeo 156 BMW 320si    | WTCC i Spanien 2006 |
| 2005 | Circuit Ricardo Tormo | 1 2  | Jordi Gené Jörg Müller           | SEAT León BMW 320i          | WTCC i Spanien 2005 |